# Panna cotta
Panna cotta er en italiensk dessert, som ikke nævnes i italienske kogebøger før i 1960'erne. Panna cotta betyder kogt fløde. Panna cotta er en slags fløderand/budding, der laves ved at koge fløde op med sukker og en smagsgiver, som traditionelt er vanilje. Derefter giver man massen husblas, hælder den i små forme og sætter dem i køleskabet, så gelatinen får massen til at sætte sig. Derefter kan den spises af formen, eller vendes ud og serveres med lidt frisk frugt eller nogle bær.
Panna cottaen stammer fra Piemonte i Italien.